# Пирлесс
Пирлесс (англ. Peerless Lake) — озеро в провинции Альберта в Канаде.

## Характеристика
Озеро расположено в северной части провинции примерно в 450 километрах севернее Эдмонтона и в 220 км севернее Малого Невольничьего озера.
Одно из средних по величине озёр Канады — площадь 82,6 км², площадь бассейна — 338 км². Озеро имеет длину 16,6 км и ширину 9,5 км в самом широком месте, вытянуто с северо-запада на юго-восток, что совпадает с летней розой ветров, это является причиной неожиданных штормов и постоянно ветреной погоды на озере. Северная часть озера гораздо глубже мелкой южной части. Питание от озера Гудфиш с севера и от малых рек, сток из южного конца озера через протоку в озеро Грэхэм, затем через реки Траут и Уобаска в реку Пис. Маленький остров расположен близ центральной части восточного побережья. Посёлок Пирлесс-Лейк находится в северо-восточном углу озера.
В озере ловится северная щука, озёрная форель, озёрный сиг и жёлтый окунь, но широкий доступ к озеру возможен лишь в трёх местах; в посёлке, в протоке к озеру Грэхэм и в рекреационной зоне Ист Пирлесс Лейк Форест.